# SBS Inkigayo
SBS Inkigayo (SBS 인기가요 „populäre Musik“) ist eine südkoreanische Musiksendung, die seit 1991 auf SBS ausgestrahlt wird. Sie wird in der SBS Open Hall in Deungchon-dong, Gangseo-gu (Seoul), produziert.

## Segmente
- Super Rookie
- Campaign Songs
- Take 7
- Inkigayo Q
- Inkigayo Showcase
- Inkigayo Chart